# Thrushelton
Thrushelton – wieś i civil parish w Anglii, w Devon, w dystrykcie West Devon. W 2011 civil parish liczyła 197 mieszkańców. Thrushelton jest wspomniana w Domesday Book (1086) jako Tresetone.